# Sant Martí de Tous
Sant Martí de Tous ist eine katalanische Gemeinde in der Provinz Barcelona im Nordosten Spaniens. Sie liegt in der Comarca Anoia.

## Gemeindepartnerschaft
Sant Martí de Tous unterhält eine Partnerschaft mit der französischen Gemeinde Pisieu.

## Weblinks

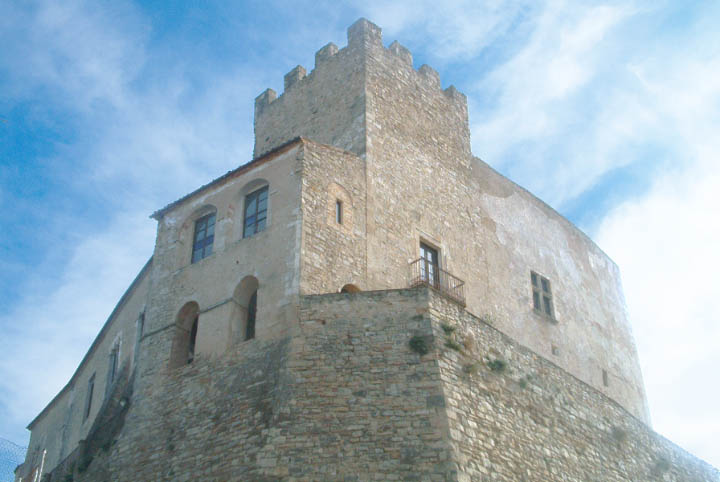
Schloss von Sant Martí de Tous